# Jorge Nelson Forgues
Jorge Nelson Forgues, más conocido como El Bocha (Rosario, Argentina, 5 de abril de 1955) es un exfutbolista y entrenador argentino, aunque también tiene nacionalidad española. 

## Carrera deportiva
Como jugador inició su carrera en Rosario, en las categorías inferiores en el Club Central Córdoba. Muy pronto, en 1974, debuta con el primer equipo,donde jugó en los años 1974,1982,1983,1987,1988 y 1989 totalizando 195 partidos y convirtiendo 47 goles.
En Primera División jugó en Huracán (1975) en Gimnasia y Esgrima de La Plata (1976 al 1979 jugando 133 partidos y marcando 19 goles), en Instituto de Córdoba (1980, jugando 8 partidos convirtiendo 1 gol) y en Gimnasia y Esgrima de Jujuy (1981 jugando 10 partidos). Estuvo además en los siguientes equipos: Expreso (El Trébol), Platense, Sarmiento de Junín, Loma Negra y Temperley. 
Integró la Selección Nacional que obtuvo el Campeonato Mundial en Toulon (Francia) en 1975 bajo la dirección técnica del César Luis Menotti.

## Como entrenador
Luego de retirarse como jugador, inició la carrera de entrenador. Primero trabajó en las inferiores del Club Central Córdoba aportando toda su experiencia al crecimiento de los jóvenes talentos. Luego comenzó dirigiendo al plantel profesional en la Segunda División 1999-2001.
En 2003, llegó a Ecuador para dirigir a la Federación Deportiva de El Oro y posteriormente a la Federación Deportiva de Imbabura . Por su entrega invalorable para el desarrollo y crecimiento de sus deportistas la junta directiva le renueva el contrato 2 años más hasta el 2006. Dirigió al Al-Sadd SC en Catar.
A partir de enero de 2008 se convierte por segunda ocasión en entrenador del Club Central Córdoba de Rosario en esta ocasión en la Primera B metropolitana.En el 2012 la comisión directiva le ofrece el cargo de coordinador general de divisiones inferiores. Desde 2023 trabaja en las inferiores de Jorgito Juniors FC de Rosario.

## Selección nacional
Con el seleccionado Sub-20 fue campeón en el Torneo Esperanzas de Toulon 1975, jugando 3 partidos y anotando un gol frente a la Selección de Hungría. Tuvo de compañeros a Daniel Passarella, Jorge Valdano, Marcelo Trobbiani, José Van Tuyne, Daniel Valencia, Américo Gallego, con dirección de César Luis Menotti, derrotando en la final a Francia 1-0.

## Otros trabajos
Forgues ha trabajado como comentarista en varios medios de comunicación en Ecuador. En la actualidad da cátedra de fútbol en diferentes escuelas de entrenadores del país y en el exterior. Últimamente intento lanzarse a la política de Rosario, debido a que quiere vivir de la tuya.

## Palmarés
Es considerado ídolo del Club Central Córdoba de Rosario por su hinchada junto a Gabino Sosa, Vicente de La Mata y Tomas Felipe "el trinche" Carlovich.
- Datos: Q16582262